# Institut des hautes études de défense nationale
El Institut des hautes études de défense nationale (IHEDN) es una institución académica pública francesa de investigación, educación y promoción de conocimientos y sensibilización en materia de defensa, fundada en 1936 por el almirante Raoul Castex. Originalmente era el Collège des hautes études de défense nationale y pasó a llamarse instituto en 1948. A las sesiones de formación nacionales originales se añadieron sesiones en las regiones (1954), sesiones internacionales (1980), ciclos de inteligencia económica (1995), y otros. seminarios específicos. En 1997, el Instituto se convirtió en un establecimiento administrativo público bajo la autoridad del Primer Ministro.

## Profesores famosos
- Alexis Bautzmann, un conocido geógrafo y politólogo
- Solange Ghernaouti, profesora en la Universidad de Lausana (UNIL) y una experta internacional en cybersegurida y cyberdefensa

## Graduados famosos
- Thierry Breton, profesor en la Harvard Business School y Ministro de Economía de Francia
- Édouard Guillaud, almirante francés